# Achtfenster-Wagen
Bei den sogenannten Achtfenster-Wagen (auch als Flachdach-Wagen bezeichnet) handelt es sich um die erste standardisierte Bauart von Schmalspur-Personenwagen in Österreich. Sie waren auf allen österreichischen Schmalspurbahnen in Bosnischer Spurweite im Einsatz.

## Geschichte und Konstruktion

Skizze eines kkStB-Achtfensterwagens mit Oberlicht-Fenstern (Bregenzerwaldbahn)

Die Type wurde von der Grazer Waggonfabrik um 1890 geschaffen und kam erstmals bei den von den Steiermärkischen Landesbahnen (StLB) errichteten Lokalbahnen (Thörlerbahn, Stainzerbahn und Murtalbahn) zum Einsatz. Da die Konstruktion ausgereift war, beschafften in den folgenden Jahren bis zum Ersten Weltkrieg auch andere Betreiber wie die Salzkammergut-Lokalbahn (SKGLB), die Niederösterreichischen Landesbahnen, die k.k. Staatsbahnen sowie die Zillertalbahn solche Wagen. Diese stellten zumeist die Grundausstattung der jeweiligen Bahnstrecke dar. Bei der SKGLB war ein Wagen als Salonwagen ausgeführt, die StLB besaßen mehrere Wagen mit Erster Klasse-Abteilen.
Die Fahrzeuge besitzen ein einheitlich konstruiertes Untergestell mit einem Achsstand von 3700 mm, welches auch für zahlreiche Bauarten von Dienst-/Gepäckwagen und Güterwagen verwendet wurde. Die Radsatzlager und Federn waren ursprünglich hinter den Führungen positioniert, später saßen diese auf den Führungs-Gabeln. Die Konstruktion bewährte sich so gut, so dass schließlich alle Bauarten von zweiachsigen Personenwagen bis in die Zwischenkriegszeit dieses nur marginal weiterentwickelte Untergestell besaßen. Sämtliche Untergestelle besitzen zentrale Zug- und Stoßvorrichtung (Bosna-Kupplung) in unterschiedlicher Ausformung. Auf dem Untergestell saß ein aus Holz gebauter Wagenkasten mit einer Breite von ursprünglich 2100 mm, ab 1893 einheitlich 2400 mm. Dieser besaß offene Plattformen und je acht bzw. bei manchen Bauarten auch nur sieben Fenstern pro Seite. Je nach Bauart waren die Wände entweder mit Blech verschalt oder mit Holzlatten versehen. Ursprünglich trugen auch die Stirnwände Fenster, so dass die Wagen ursprünglich einen guten Rundblick ermöglichten. Im Detail unterschieden sich die einzelnen Serien in der Fenstereinteilung, es gab Bauarten mit und ohne Oberlichtfenster.

### Umbauten
Der fragile Wagenkasten bewährte sich auf Dauer nicht, so dass manche Bahnen ihre Wagen in der Zwischenkriegszeit modernisierten und mit neuen, stabileren Wagenkästen versahen. So entstanden diverse Unterbauarten von mit Flachdächern oder sogenannten Haubendächern, die SKGLB versah ihre Fahrzeuge mit einem Pagoden-förmigen Dach. Etliche Wagen der ÖBB wurden in den 1950er Jahren zu Spantenwagen modernisiert.
Bei Museumsbahnen ist heute kein Wagen mehr im Originalzustand vorhanden, dafür vorbildgerecht restaurierte bzw. gänzlich neu aufgebaute Exemplare. So ließ beispielsweise der Club 760 für die Taurachbahn eine Serie von vier Wagen nach Vorbildern der SKGLB auf Güterwagen-Untergestellen neu aufbauen.

## Bilder

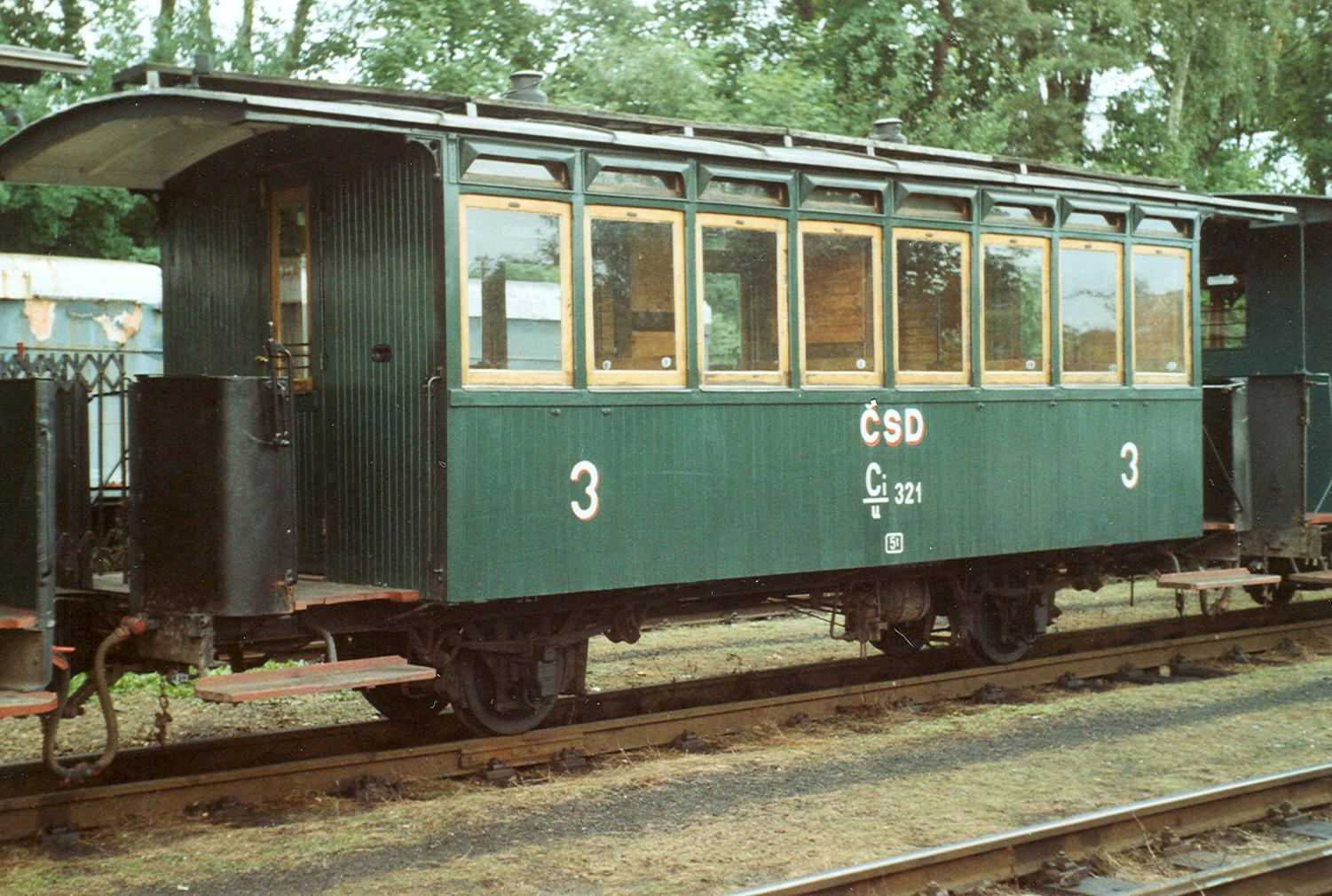
Ci/u 321 der JHMD, ex kkStB
Achtfenster-Wagen der SKLB (1895)
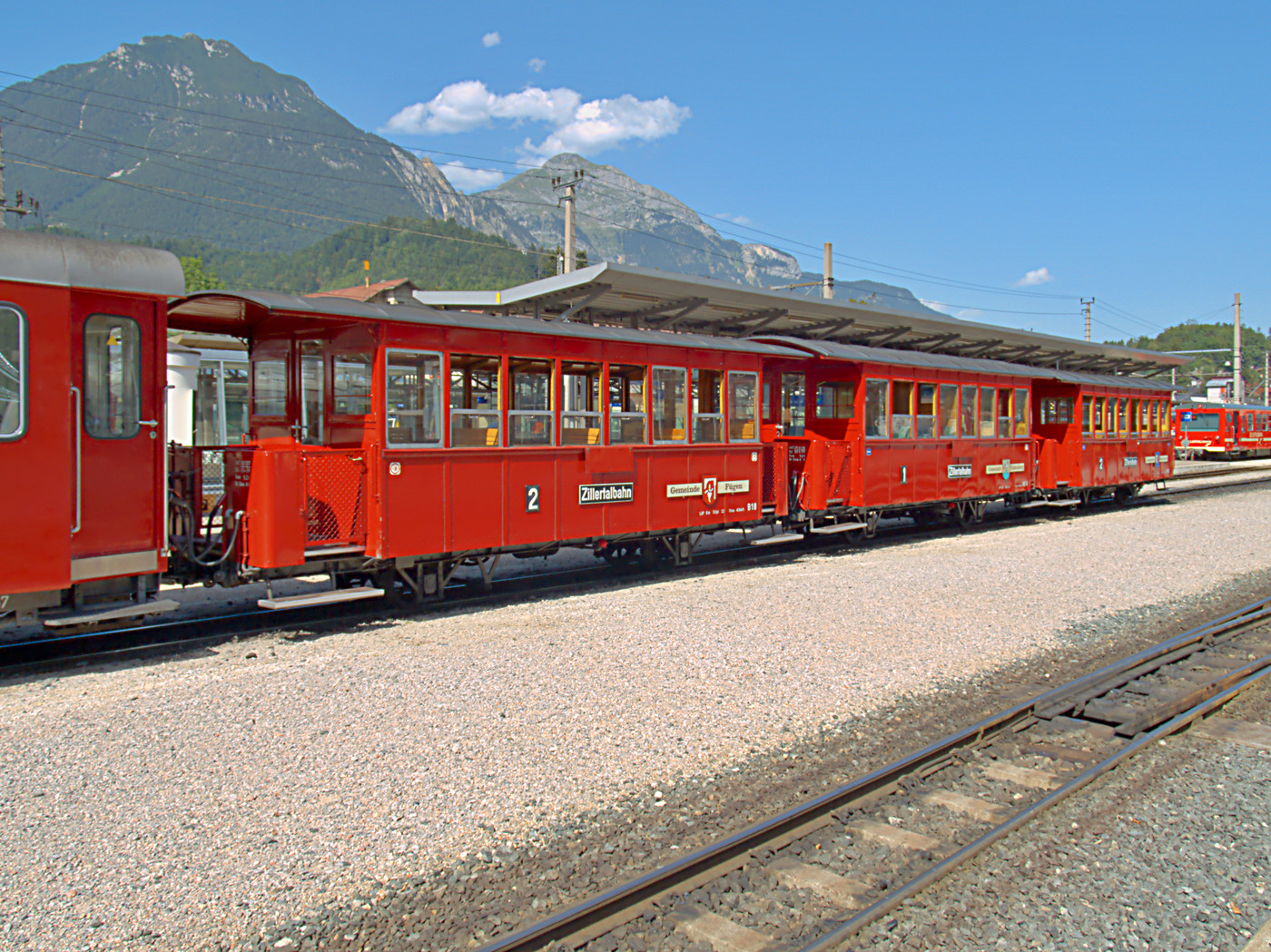
Wagen der Zillertalbahn
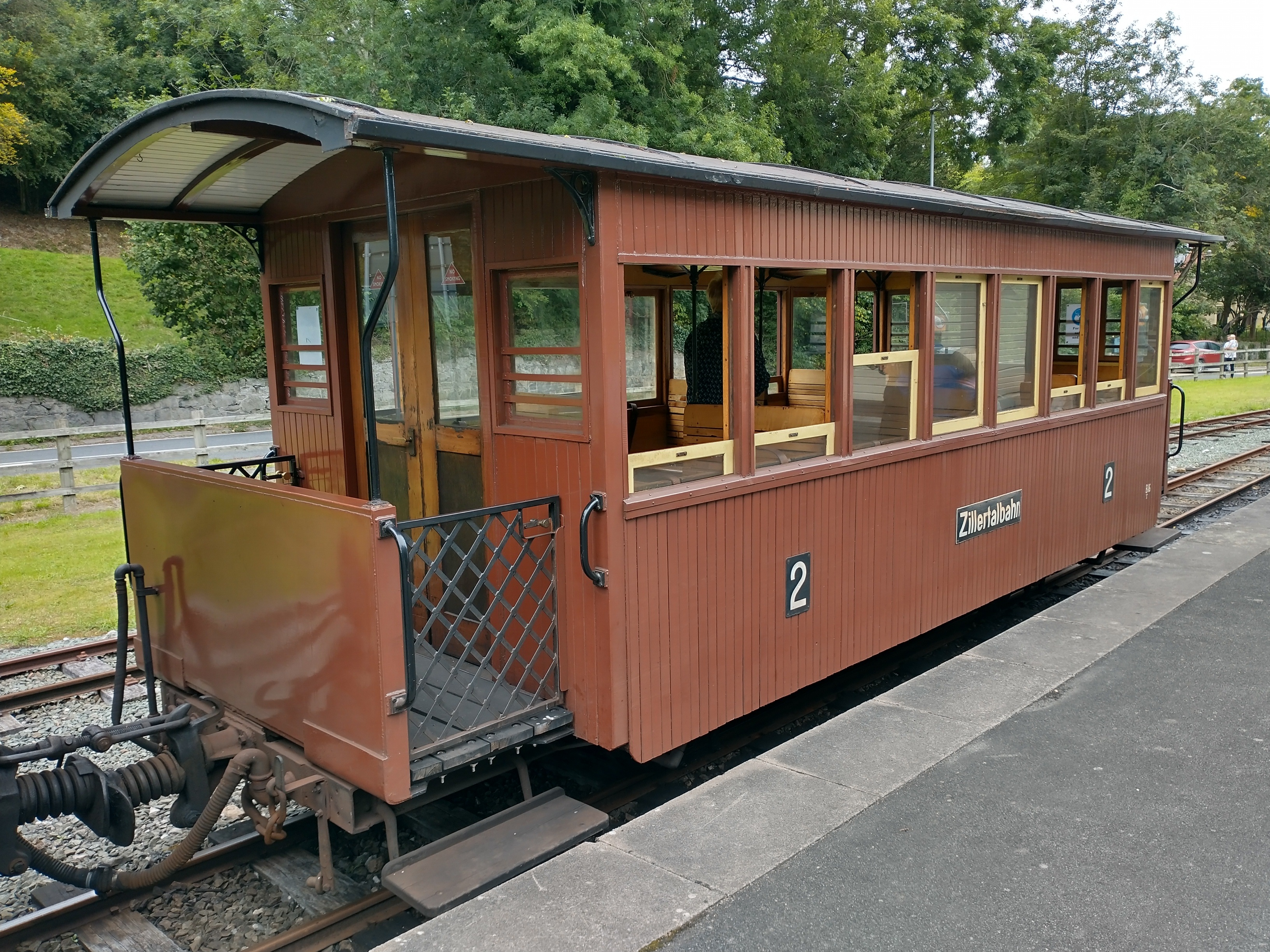
Ex Zillertalbahn-Wagen bei der Welshpool & Llanfair Light Railway
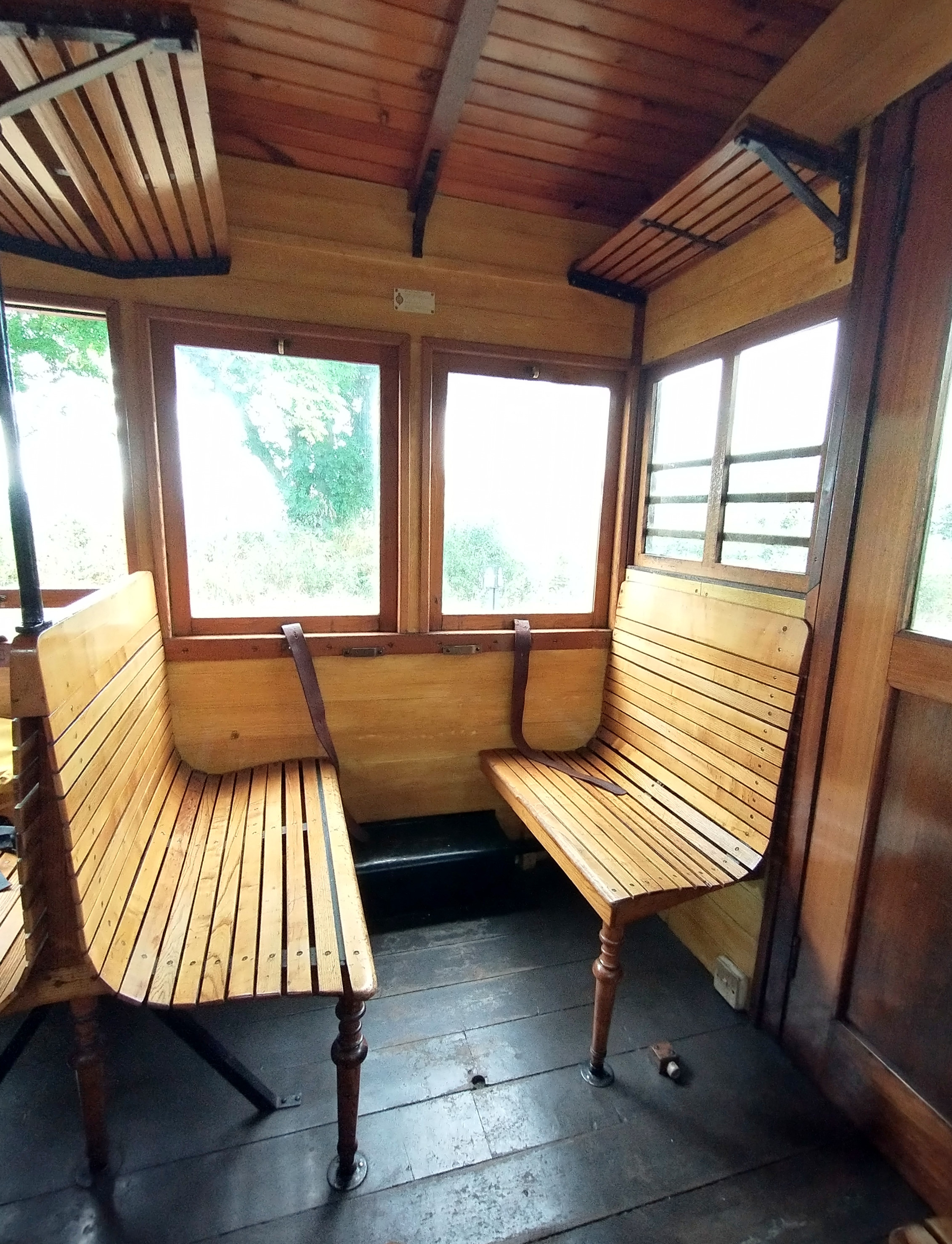
Innenansicht
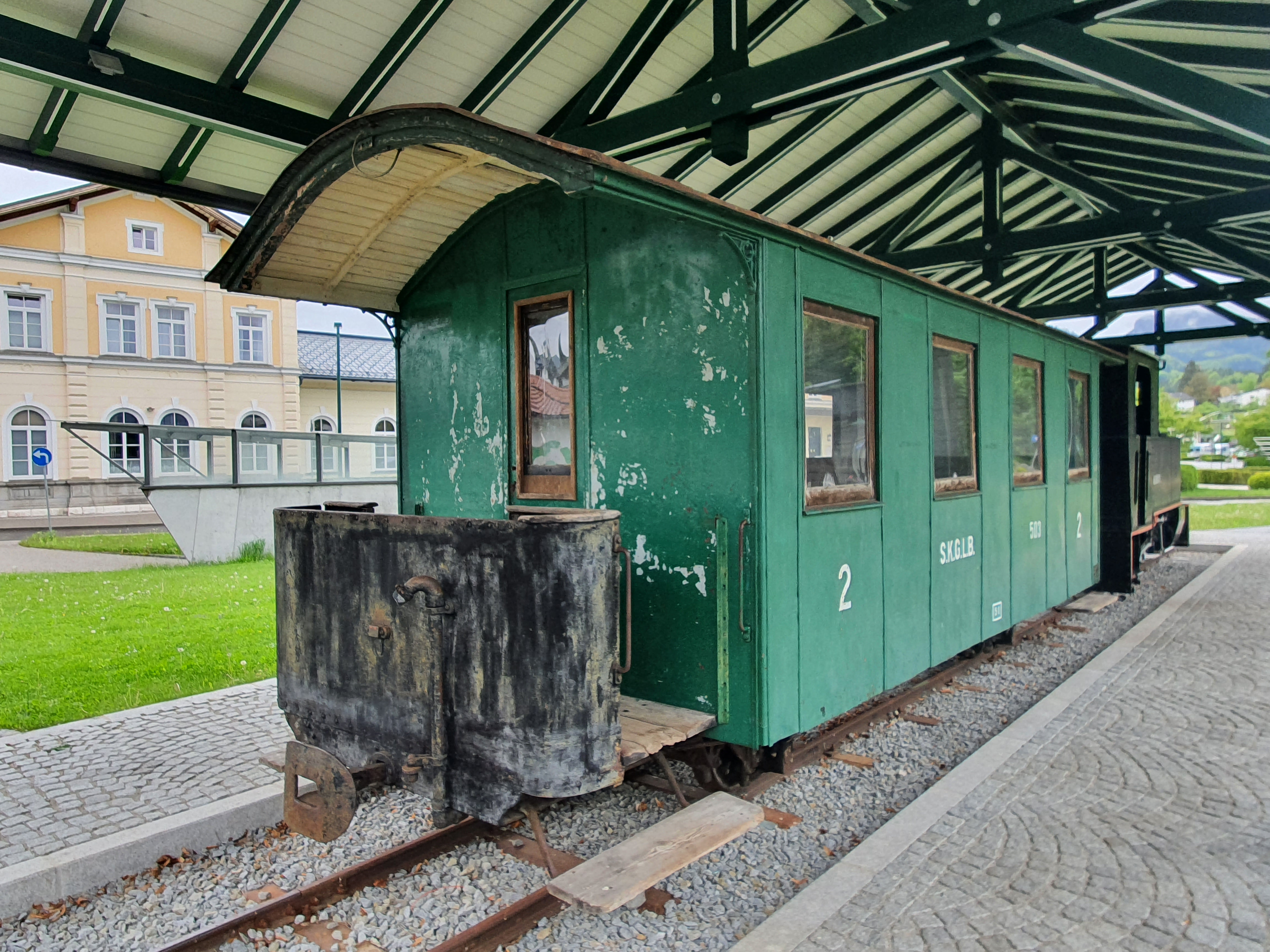
Umbauwagen der SKGLB mit Pagodendach
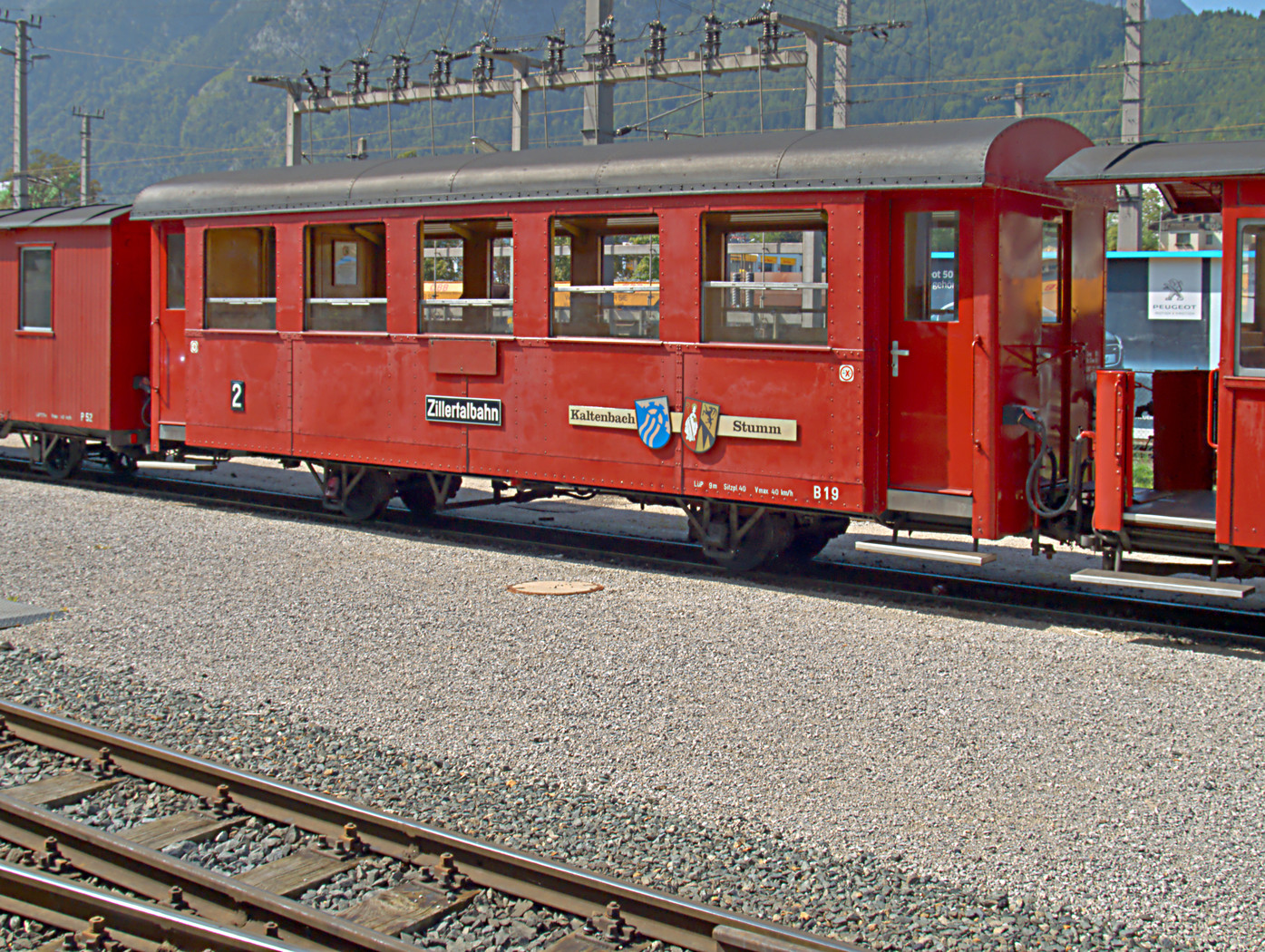
Umbauwagen der Zillertalbahn
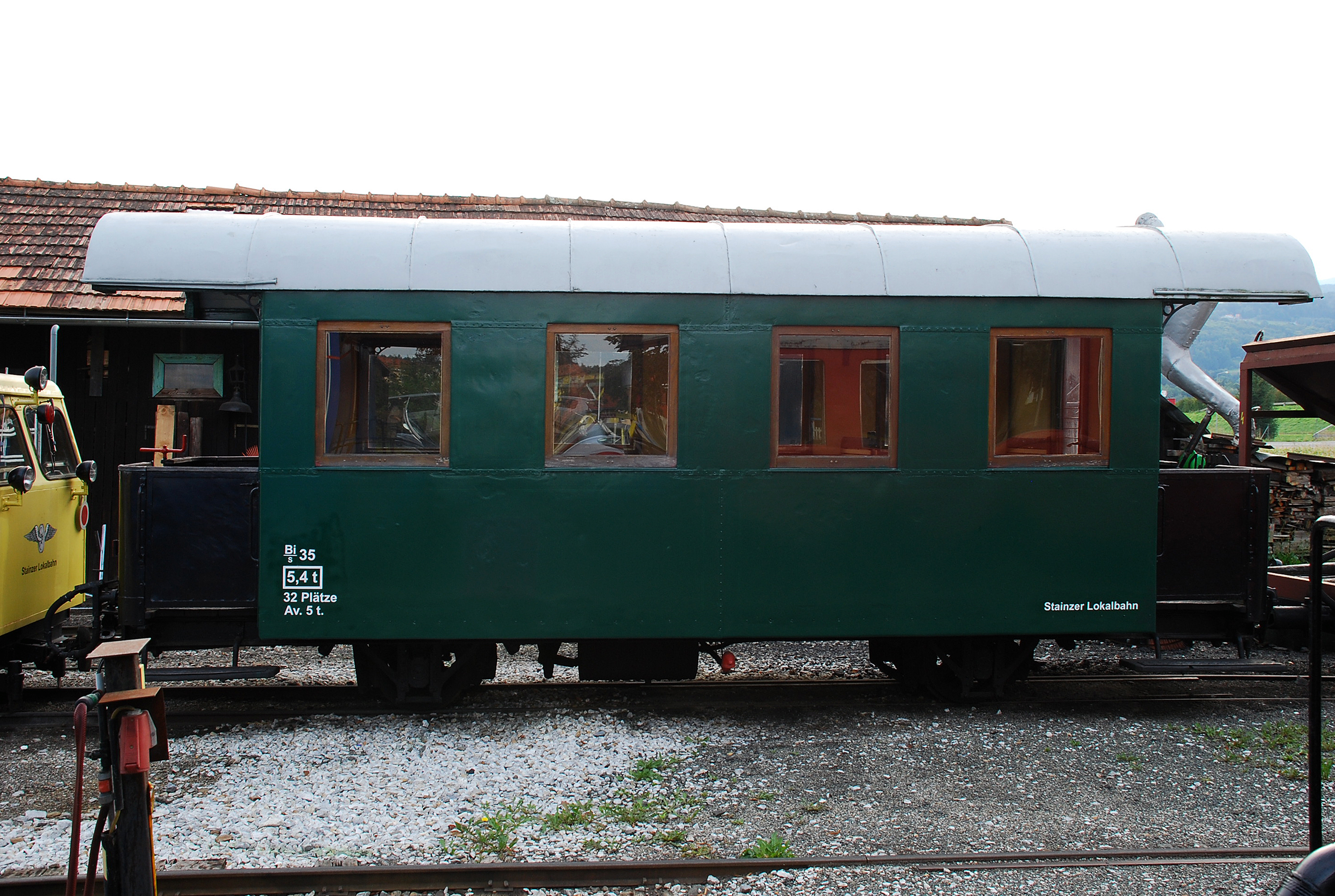
Umbauwagen der StLB mit Tonnendach